# La Ribera (Aguascalientes)
La Ribera es una localidad del estado mexicano de Aguascalientes. Es parte del municipio de San Francisco de los Romo.

## Demografía
| Censo | Población |
| ----- | --------- |
| 2010  | 639       |
| 2020  | 12 162    |